# Independência (lógica matemática)
Na lógica matemática, independência se refere a uma sentença que não pode ser provada a partir de outras sentenças.
Uma sentença σ é Independente de uma dada teoria de primeira ordem T se T nem prova nem refuta σ; isto é, é impossível provar σ a partir de T, e também é impossível provar T dado que σ é falsa. Algumas vezes, σ é dito como sendo insolúvel ou Indemonstrável a partir de T.
Uma teoria T é independente se cada axioma em T não é derivado de outros axiomas restantes em T. Um conjunto de axiomas independentes é dito como sistema axiomático independente.

## Nota
Alguns autores dizem que σ é independente de T se T simplesmente não prova σ, e não necessariamente afirma que T não pode refutar σ. Estes autores irão dizer que "σ é independente e consistente com T" para indicar que T  pode nem provar nem refutar σ.

## Resultados da independência na teoria dos conjuntos
Muitas declarações interessantes na teoria dos conjuntos são independentes da teoria dos conjuntos de Zermelo-Fraenkel (ZF). As seguintes afirmações da teoria dos conjuntos são conhecidas por serem independentes de ZF, garantindo que ZF é consistente:
- O axioma da escolha
- A hipótese do continuum e a hipótese do continuum generalizada
- A hipótese de Suslin

A seguir, afirmações (que ninguém provou como falsas) não podem ser comprovadamente independentes da teoria dos conjuntos de Zermelo-Fraenkel com o axioma da escolha (ZFC) por meio dela, mesmo se adicionarmos como hipótese que a ZFC é consistente. De qualquer forma, não se pode provar que são independentes da ZFC (supondo que a ZFC é consistente), e alguns teóricos trabalham esperando achar a refutação delas pela ZFC.
- A existência de cardinais fortemente inacessíveis
- A existência de cardinais grandes
- A não-existência de Kurepa trees

As seguintes afirmações são inconsistentes com o axioma da escolha e, portanto, com a ZFC. De qualquer forma, eles são provavelmente independentes da ZF pelo seguinte: elas não podem ser provadas na ZF, e alguns teóricos trabalham esperando achar uma refutação na ZF. Contudo, a ZF não pode provar que elas são indepentendes dela, mesmo adicionando a hipótese de que ZF é consistente.
- O axioma da determinação
- O axioma da real determinação
- AD+